# Palacio del Marqués de Ferrera (Luarca)
El palacio de la Moral, o de los Navia Arango, o del Marqués de Ferrera es un conjunto palacial formado por dos alas unidas mediante un arco bayón que se encuentra situado en plena villa de Luarca, capital del concejo asturiano de Valdés (España). Es un conjunto de tres edificaciones de los siglos XVI y XVIII, unidas por diversos pasajes. Consta de dos cuerpos en forma de ele y una capilla. Actualmente es utilizado como Biblioteca y Casa de Cultura.
La parte más antigua es el cuerpo sur, de planta irregular y estructurado en dos pisos. En la parte inferior está el palacio primitivo (siglo XV-XVI). La torre (probablemente anterior al siglo XIII) ha sufrido muchas reformas, perdiendo ya su carácter militar.
Presenta una fachada con escasos elementos decorativos y desordenada distribución de huecos de diversos tamaños. La puerta de acceso es un arco de medio punto, con dovelas. A través de un pasaje sobre un arco escarzano, este cuerpo se comunica con el lado norte. El lado norte fue levantado en el siglo XVIII; tiene planta rectangular y un alzado de dos pisos, separados por una línea de imposta. La fachada principal presenta una uniforme distribución de huecos y el único elemento decorativo es el escudo.

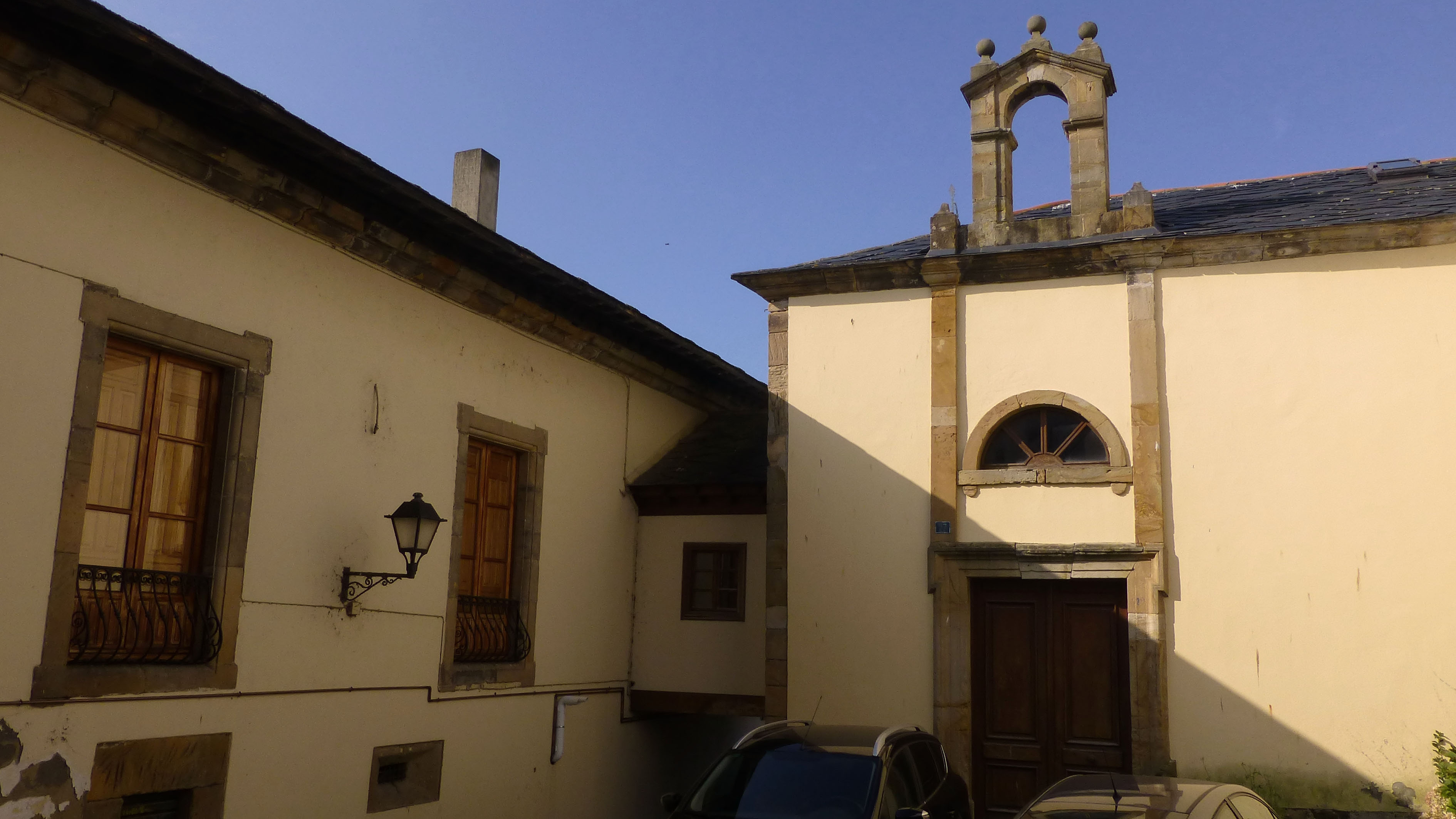
Capilla del Palacio del Marqués de Ferrera

Comunicada con el cuerpo norte se encuentra la capilla, construida también en el siglo XVIII. Tiene nave única y se cubre con bóveda de crucería.
La fábrica es de mampostería revocada, excepto las esquinas, imposta y enmarque de los vanos. La cubierta de todos los elementos es a base de lajas de pizarra.